# Jacques Pucheran
Jacques Pucheran (1817 – 1895) è stato uno zoologo francese.
Pucheran accompagnò la spedizione dell'Astrolabe tra il 1837 e il 1840, sotto il comando di Jules Dumont d'Urville, insieme ai naturalisti Jacques Bernard Hombron e Honoré Jacquinot. Al suo ritorno (insieme a Jacquinot) contribuì a redigere la sezione di ornitologia del Viaggio al Polo sud e in Oceania sulle corvette L'Astrolabe e La Zélée (1841-54).
| Pucheran è l'abbreviazione standard utilizzata per le specie animali descritte da Jacques Pucheran. Categoria:Taxa classificati da Jacques Pucheran |